# Нотбек, Владимир Васильевич
Владимир Васильевич фон Нотбек (1825—1894) — выдающийся теоретик и практик стрелкового и оружейного дела, а также крупнейший организатор оружейного производства в Российской Империи XIX века, начальник Императорского Тульского оружейного завода, инспектор стрелковой части в войсках и инспектор оружейных и патронного завода, генерал от инфантерии.

## Биография
Потомственный дворянин, уроженец Эстляндской губернии, евангелическо-лютеранскаго вероисповедания. Военное образование получил в 1-м кадетском корпусе (1835—1843). В службу вступил прапорщиком из кадет 1-го кадетского корпуса в Лейб-гвардии Егерский полк.
- В январе 1852 г. был утверждён ротным командиром в этом полку, а с апреля 1859 года — исправляющим должность младшего штаб-офицера в переименованном Лейб-гвардии Гатчинском полку. Находясь в Лейб-гвардии Гатчинском полку, зарекомендовал себя искусным стрелком, за что неоднократно награждался Высочайшими призами в виде образцов стрелкового оружия и Монаршим благоволением. За годы службы в данном полку прошёл путь от прапорщика до полковника (1843—1860). Участвовал в двух военных кампаниях[к 1]:

«По случаю войны в Венгрии в 1849 году, находился в походе гвардии к западным пределам Империи с 25 марта 1849 г. по 24 октября 1849 г. По случаю войны с Англо-Французами и Турками находился в составе войск охранявших прибрежье С. Петербургской губернии и Выборгского уезда Странда с 18 июля 1854 г. по 29 августа 1854 г.»
—  Запись в послужном списке генерала от инфантерии В. В. фон Нотбека. 
 Российский государственный военно-исторический архив (РГВИА) . Фонд № 409, опись № 1, 
дело № 132420/1-7 «Послужной список Инспектора стрелковой части в войсках В. В. фон Нотбека»
- В конце 1858 года был командирован для заведования учебным фехтовально-гимнастическим кадром.
- В 1860 г. переведён в Лейб-гвардии Преображенский полк, а в следующем году назначен командиром Образцового пехотного батальона.
- В 1864 г. назначен флигель-адъютантом к Его Императорскому величеству, а через год произведён в генерал-майоры с назначением в Свиту Его Величества.
- В 1866 году им составлено «Наставление для стрелкового образования пехоты и драгун»[3]. В то время в России по объективным причинам существовало мало подобных учебных пособий. Каждое новое такое пособие, несомненно, было событием в жизни армии. Данное издание было адресовано офицерам и связано с ходом военной реформы, проводимой под руководством военного министра Д. А. Милютина, одной из важнейших задач которой было повышение боеспособности русской армии, внедрение новых вооружений, прежде всего новых моделей нарезного стрелкового оружия, и обучение солдат эффективно им пользоваться. Именно эту задачу книга была призвана решить. И этот труд В. В. фон Нотбека был оценён государем. За успешное составление «Наставления для стрелкового образования пехоты и драгун» 7 июля 1866 года ему было объявлено Монаршее Благоволение.
- В 1867 году Высочайшим Указом, данным правительствующему Сенату назначен попечителем при Его Императорском Высочестве Князе Евгении Максимилиановиче Романовском Герцоге Лейхтенбергском.
- В 1867 г. назначен членом Главного комитета по устройству и образованию войск[4]. На этой должности пробыл до марта 1868 г. и в этом же году был назначен членом исполнительной комиссии по перевооружению армии с отчислением от командования Учебным пехотным батальоном. В качестве председателя этой комиссии в октябре 1868 года по Высочайшему повелению прибыл на Тульский оружейный завод «для раЗследования причин и обстоятельств медленности производства работ по изготовлению скорострельнаго оружия, а также для изыскания мер к тому, чтобы дать им впредь большее развитие» (формулировка послужного списка). Через год по Высочайшему повелению он был направлен в трёхмесячную командировку «за границу, для осмотра замечательнейших заводов в Европе» (формулировка послужного списка).
- В 1870 г. после командировки на заграничные оружейные заводы назначен сначала председателем комиссии по переустройству Тульского оружейного завода, а затем вскоре и его начальником.

### Деятельность на Тульском оружейном заводе
В 1863 году Тульский оружейный завод был отдан в арендно-коммерческое управление. Этот способ управления, введённый в результате реформ Александра II и призванный обеспечить армию оружием, при котором государство не вмешивалось в производственную, хозяйственную и финансовую деятельность завода, а лишь обеспечивало его заказами и оплачивало их, — на ТОЗе себя не оправдал. Уже к 1870 году Тульский оружейный завод стоял на грани краха. Выделка оружия снизилась с 60 тыс. до 19 тыс. единиц оружия в год. Оборудование не обновлялось. Рабочие не получали заработную плату в полном объёме ввиду снижения расценок. И к этому положению привела бездарная и некомпетентная деятельность клана Стандершельдов, представители которого занимали на заводе руководящие посты. Управляющий заводом, — генерал-лейтенант Карл Карлович Стандершельд. Его помощник по искусственной части — Мориц Карлович Стандершельд. Сюда можно добавить члена оружейного отдела ГАУ полковника Эдуарда Карловича Стандершельда. В данном случае степень родства не столь важна. Важно то, что обеспокоенное таким положением дел Военное министерство Российской империи создало комиссию под председательством генерала Глинки-Маврина и поручило ей разобраться в причинах упадка оружейного производства. Глинка-Маврин пришёл к выводу, что от арендаторов «ни усовершенствования способов выделки оружия, ни правильного ухода за машинами, ни своевременного ремонта зданий, а равно и попечения о поднятии благосостояния мастеровых по самому существу дела ждать нельзя» и потребовал возвращения всех оружейных заводов в казну. К ещё более неутешительному выводу пришёл военный министр Д. А. Милютин, когда в октябре 1869 года лично обследовал тульский завод. Он признал его состояние совершенно плачевным. И в 1870 году завод был возвращён в казённое управление.
Нужен был человек, который смог бы наладить производство. И таким человеком стал генерал-майор Владимир Васильевич фон Нотбек. Деятельность В. В. фон Нотбека на столь ответственном посту является вершиной его военной карьеры. Назначение В. В. фон Нотбека командиром (именно так называлась должность начальника завода до 1870 г.) Тульского оружейного завода (ТОЗ) было правильным и дальновидным шагом руководства русской императорской армии. Имеющий огромный опыт командования, в том числе и войсковыми техническими подразделениями армии, знающий теоретические основы конструкции имеющегося оружия и его эксплуатации, обладающий высокими практическими навыками в стрельбе и, кроме этого, возглавлявший комиссию по переустройству завода В. В. фон Нотбек был самой подходящей кандидатурой на такой ответственный пост.
В течение шести лет В. В. фон Нотбек совершенно переоборудовал завод для производства малокалиберного оружия с громадной производительностью, поставив его во многих отношениях с технической стороны значительно выше многих известных заграничных оружейных фабрик. Поставив высоко машинное производство ружей, он принял меры к поддержанию старинного цеха оружейников в видах развития ручного производства охотничьего оружия. Была создана новая организационно-производственная структура, при которой завод разделили на десять специализированных мастерских (замочная, штыковая, ложевая и т. д.). Завод получил необходимое количество энергетического и технологического оборудования и производственных площадей для того, чтобы организовать на нём законченный производственный цикл. Были установлены и опробованы паровые котлы и водяные турбины. Всесторонние изменения, происшедшие на Тульском оружейном заводе, не только сделали его самым передовым в России и в Европе предприятием, но и создали предпосылки для организации производства самых сложных по тому времени систем стрелкового оружия. Уже в ходе реконструкции было налажено производство винтовок Крнка. Оружейники освоили массовое производство винтовки системы Бердана, которая с 1873 года стала основной продукцией ТОЗа.
Именно В. В. фон Нотбек добился того, чтобы закрытая коллекция редкого и старинного оружия, хранящаяся на заводе была преобразована в полноценный музей, доступный широкому кругу посетителей. То есть, существующий в Туле уникальный Тульский государственный музей оружия в некоторой степени своим существованием обязан, в том числе, и В. В. фон Нотбеку.
Кроме этого, В. В. фон Нотбек лично участвовал в создании принципиально нового военно-учебное заведения России по подготовке высококлассных оружейных мастеров — Тульской оружейной школы.
Деятельность В. В. фон Нотбека на Тульском оружейном заводе была отмечена орденом Святого Станислава 1 степени. 30 августа 1874 г. «за отличие по службе был произведён в генерал-лейтенанты». Кроме этого, был удостоен единовременного вознаграждения в сумме 10000 рублей серебром за особенную деятельность по переустройству Тульского оружейного завода и установке в нём механической части и валовой выделке оружия в ноябре 1874 г. «За отличныя устройство Тульского оружейного завода и производство в нём работ которыми Государь Император (Александр II), при посещении завода остался вполне доволен» (формулировка послужного списка) генерал-лейтенанту В. В. фон Нотбеку было объявлено Высочайшее именное Благоволение. И всё же наивысшей оценкой деятельности генерал-лейтенанта В. В. Нотбека на посту начальника завода стало присвоение всему Тульскому оружейному заводу наименования Императорского 1 сентября 1875 года. Запись об этом событии была внесена в послужной список В. В. фон Нотбека. Пребывая в Туле, он занимался и общественной деятельностью. Был директором Тульского попечительского о тюрьмах комитета и состоял действительным членом губернского статистического комитета.
- В 1876 г. В. В. фон Нотбек был назначен инспектором стрелковой части в войсках. На этой должности он был обязан наблюдать за обучением стрельбе пехотных и кавалерийских частей войск, а также следить за исправным содержанием в войсках огнестрельного оружия по всей русской армии. В 1877 году последовала его третья военная кампания. Он отбыл в район боевых действий действующей армии для исполнения своих непосредственных должностных обязанностей, за что в 1878 году он был удостоен ордена Святого Владимира 2 степени и ему была объявлена очередная Монаршая именная Благодарность.
- В 1881 г. Нотбек был назначен инспектором оружейных и патронного заводов. В том же году он был зачислен в списки Тульского оружейного завода, по гвардейской пешей артиллерии и по гвардейской пехоте.
- Почти ежегодно Нотбек перерабатывал строевые уставы и дважды переиздал наставление для обучения стрельбе. Под его руководством была выработана инструкция для маневрирования с боевой стрельбой отрядов из трёх родов войск[6]. Он же выступил с предложением преобразовать Учебный пехотный батальон в Офицерскую стрелковую школу, которая и была вскоре создана в 1882 году. В Офицерской стрелковой школе младшие офицеры получали теоретические знания и практические навыки в стрелковом деле и готовились к занятию более высоких должностей в войсковых частях. Кроме этого, при школе производились испытания различного рода изобретений и усовершенствований, касающихся стрелкового дела.
- В 1886 г. был избран Товарищем председателя Главного управления российского общества Красного Креста.
- В 1888 г. произведён в генералы от инфантерии, а в следующем году назначен членом Военного совета с оставлением в прежних должностях.
- В 1892 г. генерал от инфантерии в списках Егерского лейб-гвардии полка[8].

## Семья
Жена с 14.01.1862 Александра Петровна Анжу (4.06.1839—6.10.1888), дочь вице-адмирала П. Ф. Анжу. В семье было 9 детей:
- Александра (26.10.1862—?)

- Елизавета (14.04.1864—?), замужем за генералом от инфантерии Владимиром Петровичем Ольшевским (30.08.1851—?)

- Владимир (9.06.1865—1921)

- Ксения (5.04.1867—?)

- Мария (10.03.1868—?), замужем за генерал-лейтенантом Гавриилом Георгиевичем Милеантом (24.03.1864—11.05.1936)

- Пётр[1] (18.07.1869—24.05.1913), полковник гвардии, зам. начальника администрации Царского Села

- Юлия (11.07.1870—?)

- Людмила (22.06.1872—?)

- Вячеслав (10.05.1879—26.04.1886)

Владимир Васильевич фон Нотбек умер 21 сентября 1894 г. в Санкт-Петербурге и был похоронен на Смоленском лютеранском кладбище.

## Награды
- Орден Святой Анны 3-й ст., 26 августа 1856 г. — в награду отлично усердной и ревностной службы
- Орден Святого Станислава 2 ст., 30 августа 1858 г.
- Орден Святой Анны 2-й ст., 30 августа 1858 г.
- Орден Святого Равноапостольного Князя Владимира 4-й ст., 30 августа 1862 г.
- Орден Святого Равноапостольного Князя Владимира 3-й ст., 30 августа 1867 г.
- Орден Святого Станислава 1-й ст., 28 марта 1871 г.
- Орден Святой Анны 1-й ст., 19 февраля 1872 г. — во внимание бытности попечителем при Его Императорском Высочестве Князе Евгении Максимилиановиче Романовском Герцоге Лейхтенбергском
- Орден Святого Равноапостольного Князя Владимира 2-й ст., 1 января 1878 г.
- Орден Белого Орла, 30 августа 1882 г.
- Орден Святого Благоверного Великого Князя Александра Невского, 30 августа 1885 г.
- Бриллиантовый знак к ордену Святого Благоверного Великого Князя Александра Невского, 30 августа 1891 г.
- Светлобронзовая Медаль «В память войны 1853—1856»
- Тёмнобронзовая Медаль «В память русско-турецкой войны 1877—1878»
- Тёмнобронзовая Медаль в память Священнаго Коронования Их Императорских Величеств в 1883 г.
- Вензеловое изображение в бозе почившего Государя Императора Николая I
- Знак отличия за 40-летнюю беспорочную службу в офицерских чинах, 22 августа 1884 г.
- Знак отличия за 50-летнюю беспорочную службу[10] в офицерских чинах, 22 августа 1894 г.

Иностранные награды:
- Прусский орден Короны 2-й ст. со звездою, 6 сентября 1869 г.
- Болгарский орден Святого Александра 1-й ст., 25 сентября 1883 г.
- Знак Сербского общества Красного Креста, 13 сентября 1886 г.

Оружие:
- Швейцарский штуцер — приз второго разряда за успехи в состязании Г.г. офицеров в цельной стрельбе в присутствии Государя Императора, 18 апреля 1857 г.
- Стрелковое ружьё шестилинейного калибра[11] — приз первого разряда за успехи в состязании Г.г. офицеров в цельной стрельбе в присутствии Государя Императора, 2 августа 1857 г.
- Стержневая винтовка[12][13] с вензелем Его Императорского Величества — приз первого разряда при состязании в цельной стрельбе, 28 января 1860 г.

Подарки и денежные вознаграждения:
- По случаю восприятия от купели дочери Александры Именем Государя Императора пожалован жене его бриллиантовый кулон с рубином, 1 декабря 1862 г.
- По случаю восприятия от купели дочери Елизаветы Именем Государя Императора пожалована жене его золотая брошь, украшенная бриллиантом, 1 июня 1864 г.
- По случаю восприятия от купели дочери Людмилы Именем Государя Императора пожалованы жене его подарки, 15 ноября 1872 г.
- Награждён не в зачёт третьим жалованием (кроме собственно жалования и столовых денег), 14 сентября 1862 г.
- Единовременно 1033 р. серебром аренды, 30 мая 1868 г.
- Аренда в продолжение 12 лет по 1500 р. серебром, 14 апреля 1869 г.
- Увеличена до 2000 р. серебром и продолжена на 6 лет, 1881 г.
- Продолжена на 4 года, 1887 г.
- Продолжена на 4 года, 1891 г.
- Единовременно 10000 р. серебром — «за особенную деятельность по переустройству Тульского оружейного завода и установке в нём механической части и валовой выделке оружия», 6 ноября 1874 г.

Многочисленные Монаршие Благоволения и Высочайшие Благодарности:
- Монаршее благоволение за отлично-усердную службу, 1847 г.
- Высочайшее Благоволение При вступлении на престол Государя Императора Александра Николаевича в числе бывших подчинённых его Величеству, 1855 г.
- Монаршее Благоволение за успехи при состязании в цельной стрельбе, 1857 г.
- Монаршее Благоволение за успешное составление «Наставления для стрелкового образования пехоты и драгун», 1866 г.
- Монаршая благодарность во внимание к трудам временной комиссии на которую Высочайше возложено было раЗсмотрение вопроса о перевооружении армии, как члену этой комиссии, 1869 г.
- Высочайшее именное Благоволение в приказе за особые труды по бывшей комиссии для пересмотра "Наставления для стрелкового образования пехоты и драгун, 1870 г.
- Высочайшее именное Благоволение в приказе за полезную деятельность по званию члена исполнительной комиссии по перевооружению армии, 1871 г.
- Высочайшее именное Благоволение за отличныя устройство Тульского оружейного завода и производство в нём работ которыми Государь Император, при посещении завода остался вполне доволен, 1875 г.
- Монаршая благодарность за отличное исполнение возложеннаго поручения по осмотру в войсках действующей Армии в Европейской Турции стрельбы и оружия, 1878 г.
- Монаршая именная благодарность за особые труды комиссии для пересмотра Наставления по обучению стрельбе по званию председателя оной, 1879 г.
- Высочайшая именная благодарность по всеподданнейшему докладу Государю Императору о результатах смотров Стрелковой части в войсках за 1879 г., 1880 г.
- Высочайшая именная благодарность по всеподданнейшему докладу Государю Императору о результатах смотров Стрелковой части в войсках за 1880 г., 1881 г.
- Высочайшая благодарность, 1882 г.
- Высочайшая благодарность, 1883 г.
- Монаршее благоволение, 1884 г.
- Высочайшая именная благодарность в приказе: «Государь Император[14], посетив во время пребывания 13 сентября 1886 г. в Туле Императорский Тульский оружейный завод и изволив остаться вполне доволен блестящим состоянием завода и прекрасным выполнением всех работ, соизволил, объявить Высочайшую Именную благодарность в приказе», 1887 г.
- Высочайшая именная благодарность в приказе: «За правильную постановку обучения стрельбе в цель Государю Императору благоугодно было объявить Именную Высочайшую благодарность», 1888 г.
- Высочайшая благодарность, 1888 г.
- Особая признательность Его Императорского Величества государя Императора объявлена при Высочайшем рескрипте по случаю 50-летия в офицерских чинах, 2 августа 1893 г.
- Монаршее благоволение, 1894 г.

- В службу вступил прапорщиком, 1843 г.
- Подпоручик, 1844 г.
- Поручик, 1848 г.
- Штабс-капитан, 1851 г.
- Капитан,1854 г.
- Полковник, 1859 г.
- Генерал-майор, 1865 г.
- Генерал-лейтенант, 1874 г.
- Генерал от инфантерии, 1888 г.